# Aru Tabibito no Nikki
Щоденник мандрівника (Щоденник Тортова Родла; яп. 或る旅人の日記, Aru Tabibito no Nikki, англ. A Traveller`s Diary, The Diary of Tortov Roddle)  — це японський короткометражний анімаційний фільм 2003 року, створений Като Куніо на студії ROBOT. Картина показує сюрреалістичну подорож самотнього мандрівника на велетенській свині у стилі Сальвадора Далі, що заглиблює глядачів у химерну суміш кошмару і казкового сну. «Щоденник мандрівника» створений малюнками на папері з використанням двомірної комп'ютерної анімації. Вперше виходив як онлайн-серіал з 19 березня 2003 до 4 червня 2003 .

## Сюжет
Головний герой, самотній мандрівник Тортов Родл, мандрує на довгоногій свині у стилі Сальвадора Далі сюрреалістичною країною Тортарією. На шляху з ним трапляються різноманітні дивні пригоди. Він зустрічає місто, що розташоване на велетенській жабі, людей-зайців, спалює свої погані сни, зберігає засушену квітку від незнайомки...

## Стиль та ідеї
У фільмі створена своєрідна тиха і затишна атмосфера мандрівки, подорожі, сповненої здивувань і чудес. Герой дивується світу, що перед ним розкривається, і захоплений ним, самим життям, природою. Картина сповнена суто японської символіки, яка може бути незрозуміла європейському глядачу. Стиль зображення дуже близький до анімації Юрія Норштейна, який справив значний вплив на Като Куніо.